# Osnovna šola Spodnja Šiška
Osnovna šola Spodnja Šiška je osnovna šola, ki se nahaja v Spodnji Šiški (Ljubljana) na Gasilski 17. 

## Zgodovina
Osnovna šola je bila ustanovljena leta 1908.
Do leta 1908 je bilo sezidano enonadstropno poslopje z dvema stranskima kriloma, v katerem je bilo 12 učilnic in telovadnica.
Leta 1912 so stavbo dvignili za eno nadstropje.
Leta 1976 pa so ob šoli zgradili prizidek in leta 2004 še novo knjižnico.
Šola je bila poznana pod različnimi imeni.
| Obdobje   | Ime šole                                            |
| --------- | --------------------------------------------------- |
| 1921-1930 | VI. petarazredna osnovna šola v Ljubljani           |
| 1930-1937 | VI. deška osnovna šola                              |
| 1937-1946 | V. deška ljudska šola kraljeviča Andreja            |
| 1946-1960 | Državna mešana osnovna šola Ljubljana Spodnja Šiška |
| 1960-1991 | Osnovna šola Zvonka Runka                           |
| 1991-     | Osnovna šola Spodnja Šiška                          |